# Servia-Velventos
Servia-Velventos (Grieks: Σέρβια-Βελβεντός) is sedert 2011 een fusiegemeente (dimos) in de Griekse bestuurlijke regio (periferia) West-Macedonië.
De vier deelgemeenten (dimotiki enotita) van de fusiegemeente zijn:
- Kamvounia (Καμβούνια)
- Livadero (Λιβαδερό)
- Servia (Σέρβια)
- Velventos (Βελβεντός)